# Gilbert (Disney)
 For alternative betydninger, se Gilbert. (Se også artikler, som begynder med Gilbert)
 Gilbert  er en fiktiv figur fra universet omkring Mickey Mouse og Fedtmule, oprindeligt navn var Georg. Han er Fedtmules nevø, hans diametrale modsætning og klog på snart sagt alt. Han må ofte redde sin onkel ud af kniben, ved lejlighed får det ham til at komme galt af sted selv.
En gang opdagede han, at hans klodsede onkel var Supermule, og da han så også fik en af de magiske jordnødder, blev han til Super-Gilbert. Udover at han fik de samme superkræfter som Supermule blev hans hjerne også et leksikon, der vidste alt og snart kunne drage hurtige logiske slutninger. Han er foreløbig den eneste person i dette univers, der har fundet ud af hvem Supermule er.